# Raitenhaslach
Raitenhaslach ist ein Gemeindeteil der Stadt Burghausen und ein Pfarrdorf im oberbayerischen Landkreis Altötting und liegt an der Salzach. Bis 1978 bildete es eine selbstständige Gemeinde.

## Geschichte
Die erste urkundliche Erwähnung des Ortes, damals unter dem Namen „Rattinhaselach“ (mundartlich: Roa(d)nhåslà) war 788.
Der Namensursprung lässt sich aus dem Althochdeutschen hasalahi, mundartlich haselach (Haselgebüsch, Haselstauden) ableiten auf einen Haselwald, der einem Manne namens Reito (auch Raito) gehört.
Raitenhaslach war bis zur Gemeindegebietsreform eine Gemeinde mit 54 Gemeindeteilen. Am 1. Januar 1978 wurde die Gemeinde aufgelöst und ein kleinerer Gebietsteil mit den Orten Achatz, Aich, Algen, Feichta, Fuchs, Gasteig, Glöcklhof, Grund, Haring, Kobl, Kollmann, Kuglstadl, Linner, Mad, Pirach, Posch, Quick, Schoppenheid, Seefelden, Seißl, Spielmann, Steinberg in die Gemeinde Burgkirchen an der Alz eingegliedert, der Hauptteil mit den Orten Aching, Auberg, Bergham, Eisenhammer, Fuchshausen, Gries, Hasen, Holzham, Jägerbauer, Kupferhammer, Laimgruben, Lehner, Lindach, Marienberg, Moosbrunn, Neuhaus, Oberhadermark, Papiermuhle, Pfaffing, Pfram, Pritzl, Pulvermühle, Raitenhaslach, Sägmeister, Scheuerhof, Schreiner, Silmoning, Stacherl, Stadl, Tiefenau, Trutzhof und Unterhadermark kam zu Burghausen.

## Sehenswürdigkeiten
Den Hauptteil und Kern des Pfarrdorfs bildet das Zisterzienserkloster Kloster Raitenhaslach mit der Pfarrkirche St. Georg.

## Besuch von James Joyce in Raitenhaslach

Johann Baptist Pinzingers Gastwirtschaft zur Griesmühle (1906)

Im Jahr 1928 besuchte der in Salzburg urlaubende Schriftsteller James Joyce gemeinsam mit dem Salzburger Schriftsteller, Maler und Kunstsammler Adolph Johannes Fischer Raitenhaslach, wo sie beim „Most-Hans“ genannten Gastwirt Johann Baptist Pinzinger dessen „Salzach Museum“ genannte Schwemmgut-Sammlung besichtigten und Fischer einige der Salzach-Strandgut bzw. Schwemmholz-Schaustücke fotografierte. Vier von Fischers Schwarz-Weiß-Fotografien wurden 1929 unter dem Titel Fluviana in der Zeitschrift Transition veröffentlicht.